# 発明の単一性
発明の単一性（はつめいのたんいつせい、unity of invention）は、特許出願が特許を受けるために満たされなければならない要件の一つであり、一つの出願で複数の発明について特許を受けようとする場合には、その複数の発明の間に技術的な関連性や共通性を要求するものである。
発明の単一性は、出願にかかる料金、出願審査の請求にかかる料金や特許料が一出願あたりの金額を基本として定められていることに由来する要件である。特許請求の範囲には請求項に区分して複数の発明を列挙することができるので、出願に発明の単一性の要件を課して、技術的に無関係な複数の発明を特許請求の範囲に列挙して料金を節約することを防いでいる。
また、発明の単一性の要件は、出願書類が公開されて特許文献となる場合に、その文献の分類を容易にし、技術文献としての価値を高めることにも寄与している。

## 日本の特許法における発明の単一性要件
経済産業省令で定める技術的関係を有する二以上の発明は、発明の単一性を満たし、一の願書で特許出願をすることができる（特許法第37条）。
- 上記「技術的関係」にあるためには、その発明が同一または対応する特別な技術的特徴 (STF: special technical feature)[1]を有していることを要する（特許法施行規則第25条の8第1項）。
- 上記「特別な技術的特徴」とは、先行技術に対して貢献をする技術的特徴をいう（同条第2項）。